# 다케토미정
다케토미정(일본어: 竹富町)은 일본 오키나와현 야에야마군의 정이다.

## 지리
야에야마 제도 가운데 이리오모테섬, 다케토미섬, 고하마섬, 구로시마섬, 하테루마섬, 하토마섬, 아라구스쿠섬, 유부섬 등의 유인도와 그 주위에 있는 나카노카미섬 등의 무인도로 구성된다. 정사무소는 정외의 이시가키섬(이시가키시)에 있다. 정사무소가 그 정촌의 구역 바깥에 위치하는 경우는 다케토미정 이외에는 가고시마현의 도시마 촌·미시마촌 두 개 밖에 없다.

## 역사
- 1908년 4월 1일 - 도서정촌제에 의해 야에야마촌이 성립하였다.
- 1914년 4월 1일 - 야에야마촌이 분촌해 이리오모테섬·다케토미섬·고하마섬·구로시마섬·아라구스쿠섬·하토마섬·하테루마섬 등의 이시가키섬 주변의 섬들이 다케토미촌이 되었고 촌사무소를 다케토미섬에 두었다.
- 1938년 - 촌사무소가 이시가키섬의 이시가키정으로 이전되었다.
- 1948년 7월 1일 - 정으로 승격해 다케토미정이 되었다.

## 교통

### 공항
- 하테루마 공항